# Coconuco jezici
Coconuco jezici, skupina barbacoanskih jezika raširenih na području južnokolumbijskog departmana Cauca. Zajedno sa skupinama pasto (2), Andaqui (1) i cayapa-colorado (2) čini porodicu barbacoa. 
Predstavnici su izumrli jezik coconuco po kojem je skupina dobila ime i kojim je govorilo istoimeno pleme. Živi jezici su guambiano [gum] 23,500 govornika (2001) i totoro [ttk], koji je pred izumiranjem, 4 govornika (Arango and Sánchez 1998). 
.
Daniel Garrison Brinton u svojem djelu The American Race..., navodi plemena koja govore coconucanskim jezicima, viz.: Coconucos, Guanucos (kod drugih Guanaco), Guambianos ili Moguexes, Pubenanos, Mosqueras, Polindaras i Totoros (-s ili -es je oblik množine).

## Vanjske poveznice
- Ethnologue (14th)
- Ethnologue (15th)